# Sainte-Suzanne-sur-Vire
Sainte-Suzanne-sur-Vire ist eine französische Gemeinde mit 694 Einwohnern (Stand 1. Januar 2022) im Département Manche in der Region Normandie. Sie gehört zum Kanton Saint-Lô-2 und zum Arrondissement Saint-Lô.
Nachbargemeinden sind Baudre im Norden, Condé-sur-Vire im Osten und im Süden und Bourgvallées im Westen.

## Bevölkerungsentwicklung
| Jahr      | 1962 | 1968 | 1975 | 1982 | 1990 | 1999 | 2008 | 2018 |
| --------- | ---- | ---- | ---- | ---- | ---- | ---- | ---- | ---- |
| Einwohner | 308  | 309  | 343  | 413  | 475  | 508  | 503  | 691  |

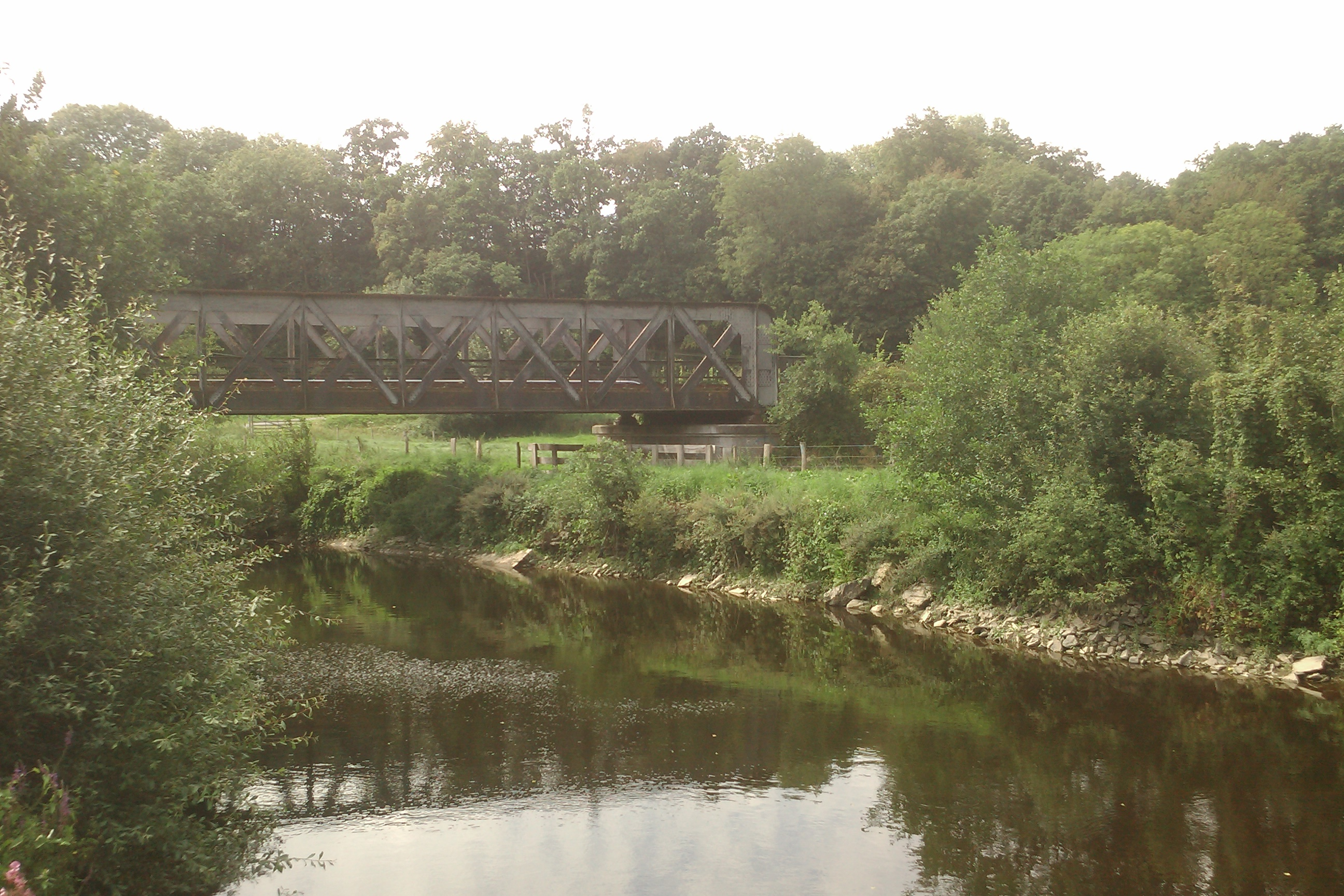
Eisenbahnbrücke bei Sainte-Suzanne-sur-Vire
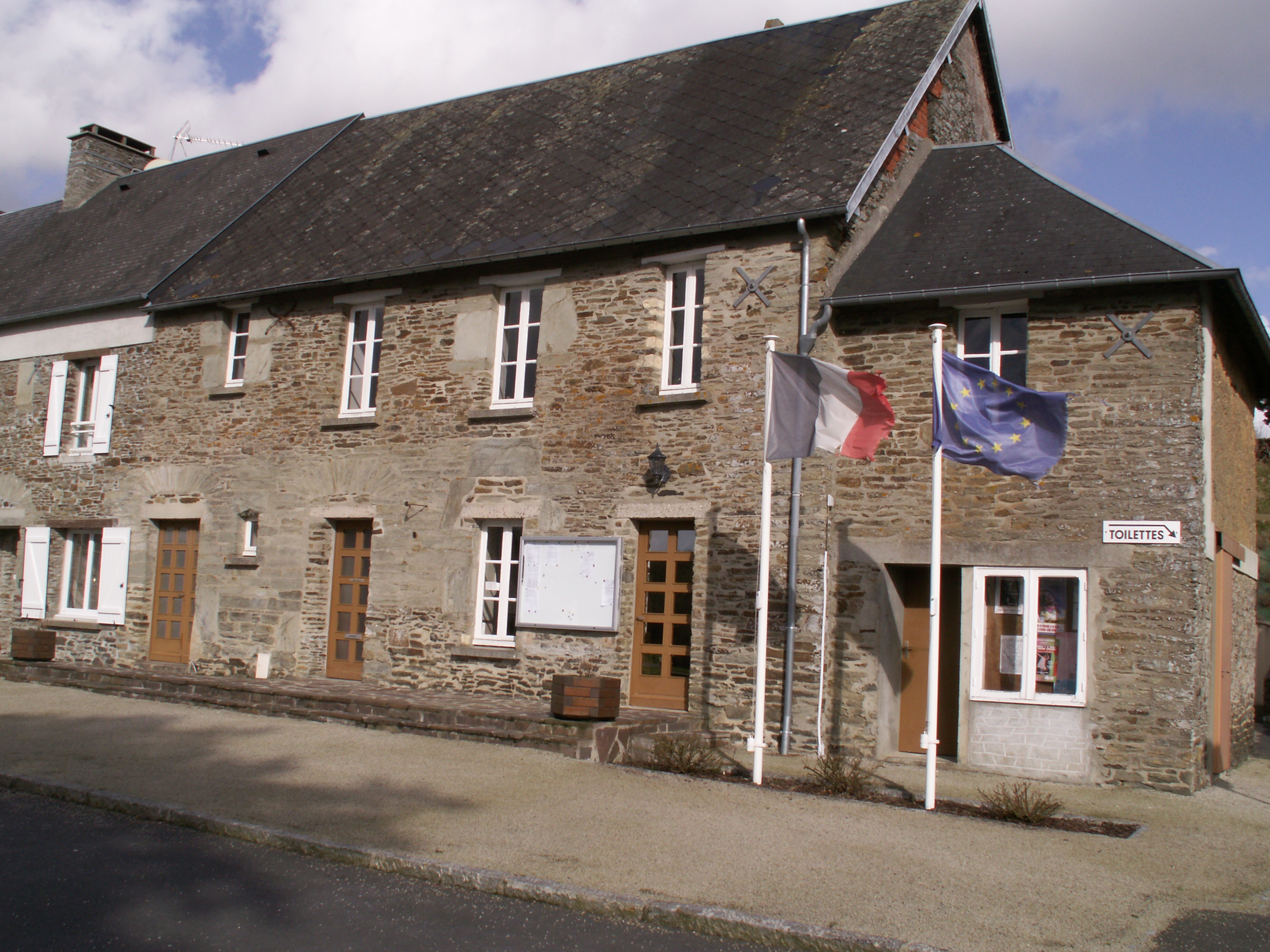
Rathaus (Mairie)
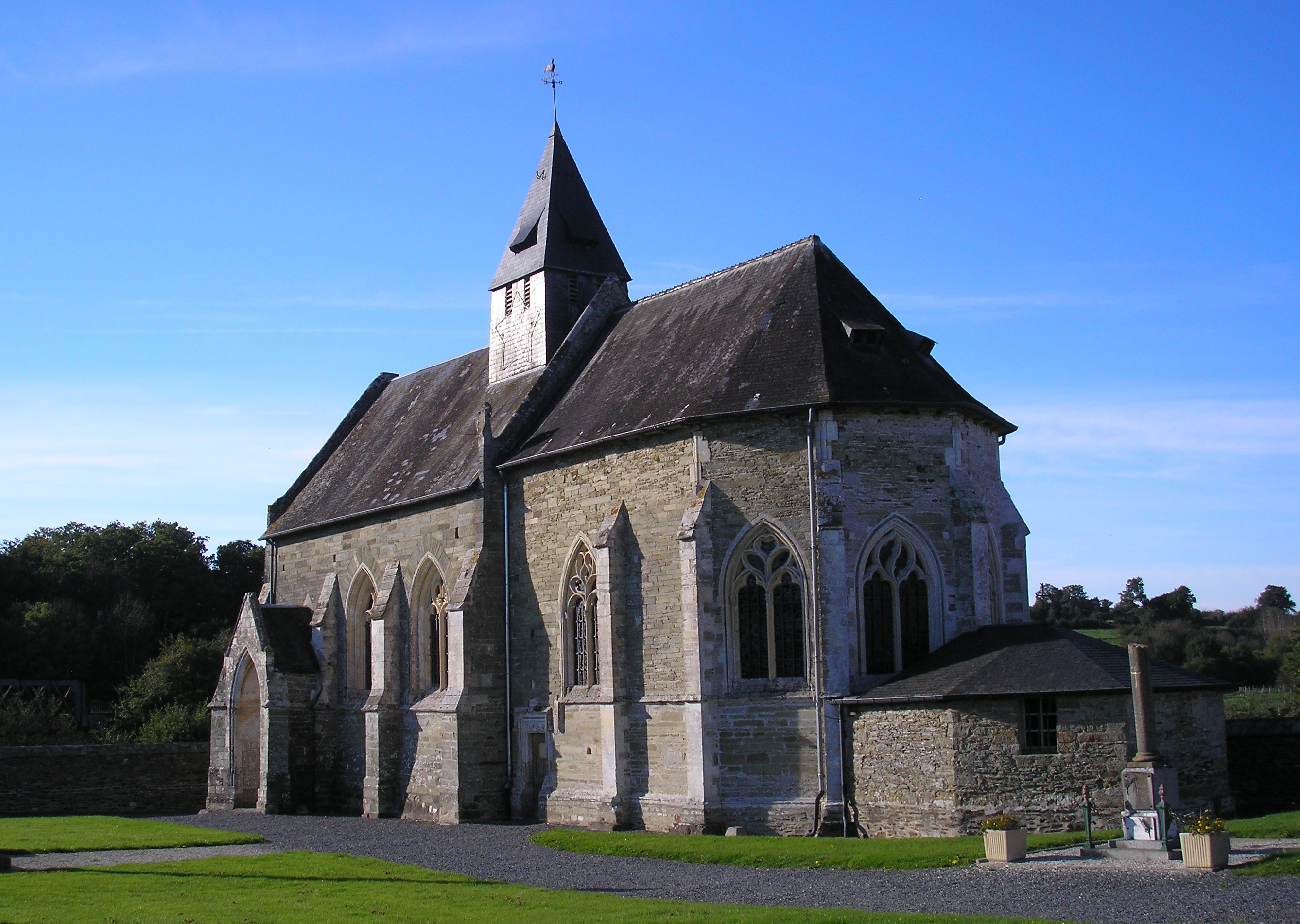
Kirche Sainte-Suzanne